# Association sportive Sotema
Maillots
L'Association Sportive Sotema est un club malgache de football basé à Mahajanga, dans le nord-ouest de l'île.

## Histoire
Le club constitue son palmarès en une quinzaine d'années puisque l'AS Sotema remporte quatre titres de champion de Madagascar entre 1985 et 1992 après avoir gagné trois Coupes nationales entre 1978 et 1982.
Ces sept trophées lui permettent de prendre part à plusieurs reprises aux compétitions continentales (Coupe des clubs champions africains et Coupe des Coupes). Le meilleur résultat du club en Coupe d'Afrique est un quart de finale, atteint lors de la campagne inaugurale du club au niveau continental, lors de la Coupe des Coupes 1979. Par la suite, le club ne parvient pas à dépasser au mieux le deuxième tour de ces compétitions.
Parmi les joueurs ayant porté les couleurs du club, on peut citer l'ancien joueur du RC Lens, Hervé Arsène.

## Palmarès
- Championnat de Madagascar : 
  - Champion en 1985, 1989, 1991 et 1992

- Coupe de Madagascar :
  - Vainqueur en 1978, 1979 et 1982